# Uvaria busgenii
Uvaria busgenii este o specie de plante angiosperme din genul Uvaria, familia Annonaceae, descrisă de A. Unwin. Conform Catalogue of Life specia Uvaria busgenii nu are subspecii cunoscute.